# مرغ باران باراو
مرغ باران باراو (نام علمی: Pterodroma baraui) نام یک گونه از سرده مرغ باران خرمگسی است.